# Konstantín Pobedonóstsev
Konstantín Petróvitx Pobedonóstsev (en rus: Константин Петрович Победоносцев) (Moscou, 21 de maig de 1827 † Sant Petersburg, 23 de març de 1907) va ser un jurista, polític, i pensador rus. Usualment considerat el principal representant del conservadorisme rus en els últims anys del règim tsarista, va ser el cardenal gris que va controlar la política imperial en el regnat del seu deixeble el tsar Alexandre III de Rússia, i va influir notablement en el del fill d'aquest, Nicolau II de Rússia.

## Vida
Fill de Piotr Vasílievitx Pobedonóstsev, professor de literatura de la Universitat de Moscou, el 1841 Konstantín Pobedonóstsev va ser enviat a l'Escola Imperial de Jurisprudència a la capital imperial de Sant Petersburg, on el jove es va preparar per al servei civil. De 1860 a 1865 va ser professor de Dret Civil a la Universitat de Moscou, i tutor en política i dret dels fills del tsar.
La seva carrera política va ser meteòrica: de 1865 a 1881 va ser tutor del tsarevitx Alexandre, sobre el qual sempre exerciria una enorme influència, el 1868, va ingressar al Senat Imperial, el 1874 es va convertir en membre del Consell Imperial, i el 1880 va ser nomenat procurador cap del Sant Sínode, convertint-se així en dirigent de facto de l'Església Ortodoxa Russa.
Durant el regnat d'Alexandre III, Pobedonóstsev va ser un dels homes més poderosos i influents de l'Imperi. És considerat el principal redactor del Manifest del 29 d'abril de 1881, que proclamava la inamovibilitat del poder absolut del tsar de Rússia. Amb això es posava fi als esforços de Loris-Mélikov per establir una cambra representativa. Efectivament, l'ascens de Pobedonóstsev els dies immediatament posteriors a l'assassinat d'Alexandre II va provocar la renúncia de Loris-Melikov i altres ministres partidaris d'una reforma liberal. Sempre es va mostrar com un conservador intransigent, i mai va deixar de manifestar amb fermesa les seves opinions. Conseqüent, els cercles liberals el van denunciar sempre com un obscurantista enemic del progrés. Fiódor Dostoievski, que després del seu exili a Sibèria es va convertir en amic seu, deia que Pobedonóstsev era l'únic home capaç de salvar a Rússia de la Revolució.
El 1901 un simpatitzant socialista anomenat Nikolai Lagovski va tractar d'assassinar Pobedonóstsev. Va disparar a la finestra de la seva oficina, però va errar el tir. Lagovski va ser sentenciat a sis anys de kàtorga.
Durant el tumult revolucionari, que va seguir la desastrosa guerra amb Japó, Pobedonóstsev, amb gairebé 80 anys, va decidir retirar-se dels assumptes públics. Va morir el 1907, i la seva figura va ser la inspiració directa del vell senador Ableukhov a la novel·la Sant Petersburg (1912), d'Andrei Beli. Així mateix, probablement va inspirar el personatge d'Aleksei Aleksàndrovitx Karenin a la novel·la Anna Karènina, de Lev Tolstoi.

## Estudis acadèmics en dret civil
Pobedonóstsev és més conegut com a estadista i pensador, la seva contribució al dret civil rus és especialment rellevant, i se'l reconeix com un dels juristes més sagaços i significatius de la Rússia vuitcentista. La seva obra més destacada és un Curs de dret civil (Курс гражданского права), publicat en tres volums el 1868, 1871 i 1880, respectivament.

## Doctrina

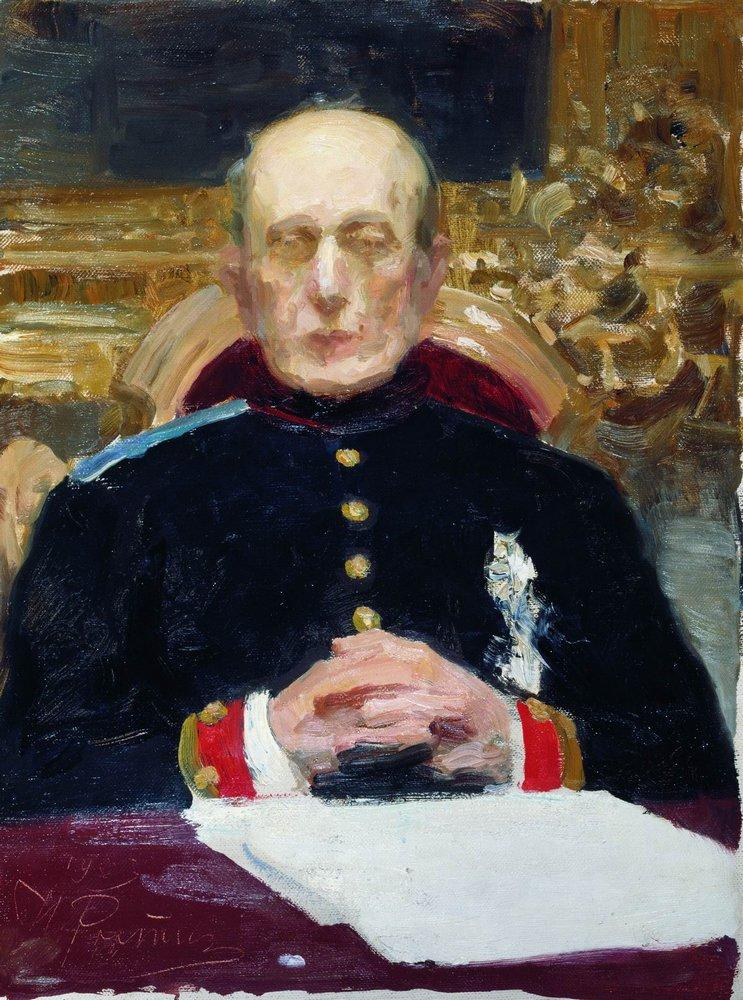
Esbós d'Ilià Repin del 1903

Pobedonóstsev tenia la idea que la naturalesa humana és pecaminosa per se, i conseqüentment rebutjava els ideals de la democràcia parlamentària com "perilloses il·lusions juvenils i nihilistes". I deia:
| « | "El poder autocràtic és l'única manera de preservar l'estabilitat social, així procurant que siguin els correctes governants, i no una insostenible dictadura de la plebs, els que rectifiquin el camí d'un ésser humà inherentment pecaminós" | » |

Considerava que el constitucionalisme i el liberalisme individualistes eren vàlids i adequats per als països occidentals, especialment Anglaterra, però no en la Rússia tsarista, on no s'havia abolit l'esclavitud fins al 1861. Segons ell, s'havia de mantenir el règim vigent, realitzar reformes graduals i permetre que el desenvolupament econòmic fes créixer a Rússia.

## Semblança
Possiblement la figura política més detestada i poderosa de la Rússia del seu temps, Konstantín Petróvitx Pobedonóstsev va ser un home misteriós i calculador, capaç de fer tantes coses al mateix temps que el supersticiós poble rus va alimentar el mite popular que va vendre la seva ànima al diable a canvi de poder estar en diversos llocs alhora. Tot i que el seu aspecte era el d'un home vell i demacrat, posseïa una duresa i una força sorprenents. S'expressava i desenvolupava amb molta vehemència, i els seus punts de vista solien imposar-se al Consell Imperial del que era un membre influent.